# Любшанское городище
Любшанское городище — раннесредневековое городище расположенное в 2 км от Старой Ладоги на другом берегу реки Волхов. Первые разведочные раскопки были проведены на городище, известном из материалов Д. Я. Самоквасова и З. Ходаковского, на рубеже 1960—1970-х годов археологами С. Н. Орловым, Г. С. Лебедевым и В. П. Петренко. Раскопки были возобновлены в 1997 году петербургской экспедицией археолога Е. А. Рябинина.
На рубеже VI—VII веков появляется и функционирует древо-земляное укрепление финно-угорских племён. Укрепление представляло собой деревянный острог, укреплённый тыном на валу. Культурный слой, соответствующий этому укреплению, c большим количеством рыбьих костей, лепной керамикой, костяными орудиями, и очагами типичен для поселений раннего железного века, изученных в районе Ладоги. Находки неволинских поясов и некоторые другие случайные находки свидетельствуют о том, что поселение было включено в систему контактов между Прикамьем, Южным Приладожьем, Финляндией и Средней Швецией. Обнаружение этого раннего поселения дополнительно свидетельствует в пользу того, что контакты со скандинавами были начаты финно-угорским населением — пермью, весью, чудью и сумью, а славяне включились в них позднее.
В конце VII – первой половине VIII века городище погибает в огне пожара.
Возведение здесь в последней четверти VII – первой половине VIII века уникальной для Восточной и Северной Европы каменно-земляной крепости связывают с появлением южнобалтийского славянского населения. На связь с западными славянами указывает техника строительства, истоки фортификационных традиций которой восходят к славянам Центральной Европы. Рябинин относил перестройку крепости на каменном основании ко времени около 700 года.
Сохранилось мысовое городище приблизительно 45×45 м, окружённое дугообразным валом около 70 метров в длину и шириной у основания до 18 м. Как показали раскопки, в древности оно было укреплено древнейшей на Северо-Западе Руси фортификацией с применением каменной панцирной кладки, материалом для которой служил плитняк. Кладка сохранилась на высоту до 2,2 м, сохранились также остатки дополнительных подпорных стен и деревянных укреплений по верху вала.